# سیاه
سیاه یا مِشکی رنگی است که نور هیچ قسمتی از طیف قابل رؤیت را بازتاب نمی‌کند. به تعریفی دیگر سیاه حاوی همه رنگ‌ها در طیف قابل رؤیت هست و گاه به آن رنگ بی‌فام هم گفته شده است. سیاه سیر را سیاه پرکلاغی هم می‌گویند. رنگ شبقی نیز نوعی از سیاه بسیار سیر است. برای توصیف شناسنامه‌ای رنگ سیاه چشم واژهٔ مشکی کاربرد بیشتری دارد. از افراد سیاه میتوان به فرهان سیه و تیمور سیه اشاره کرد. 
این رنگ از اولین رنگ‌هایی بوده که در دورهٔ نوسنگی برای نقاشی بر روی دیوارهٔ غار از آن استفاده شده است.
رنگ سیاه می‌تواند با احساس قاطعیت مرتبط باشد. در ادبیات مذهبی، رنگ سیاه به دنیای زیرین و نامرئی اشاره دارد به همین دلیل دارای یک حس ناشناخته و پر رمز و راز است و آن را نشانهٔ تاریکی و مرگ می‌دانند.
استفادهٔ این رنگ در دکوراسیون باعث می‌شود که نور محیط جذب شده و فضا کوچک‌تر به نظر برسد.
رنگ سیاه می‌تواند تسخیر کننده، ناراحت‌کننده، عمیق و سنگین جلوه کنند و نمودی از احساس افسردگی باشد.
رنگ سیاه در طبیعت با استفاده از کانی‌های معدنی، سرب و دوده به دست می‌آمده. گرچه به نظر می‌رسد که رنگی ساده و اولیه است اما انواع مختلفی از رنگ‌های سیاه در حرفه‌های مختلف مورد استفاده قرار میگرند و به دست آوردن کیفیتی متناسب از این رنگ که ترکیب مورد نظر افراد را ایجاد کند، از گذشته‌های دور مورد توجه بوده است.
در زبان فارسی باستانی رنگ مشکی بسیار غلیظ را به نام مشکی پرکلاغی می‌خواندند. امروزه با توجه به سیاهی رنگ پرهای کلاغ، عوام آن را مشکی پرکلاغی می‌خوانند و علت این تعبیر رنگ سیاه پرهای کلاغ می‌باشد. روایت است که در سال ۵۰۰ قبل از میلاد (ز ه) ملقب به (م س آ) رنگ مشکی بسیار تیره را مشکی پرکلاغی می‌نامند 

## تاریخچه

### ماقبل تاریخ
سیاه یکی از اولین رنگهایی است که در هنر به کار رفته است. غار Lascaux در فرانسه شامل نقاشی‌هایی از گاوها و حیوانات دیگر است که بین ۱۸۰۰۰ تا ۱۷۰۰۰ سال پیش توسط هنرمندان پارینه سنگی کشیده شده است. آنها با استفاده از زغال شروع کردند و سپس با سوزاندن استخوان‌ها یا خرد کردن یک پودر اکسید منگنز رنگدانه‌های سیاه و واضح تری ایجاد کردند.

### دوران باستان
از نظر مصریان باستان، رنگ سیاه ارتباط مثبت داشت؛ که رنگ باروری و خاک سیاه و غنی است که توسط رود نیل طغیان کرده آورده شده است. این رنگ آنوبیس، خدای دنیای زیرین بود که به شکل یک شغال سیاه درآمد و از مرده در برابر شرارت محافظت می‌کرد.
از نظر یونانیان باستان، رنگ سیاه نیز رنگ دنیای زیرین بود که توسط رودخانه آچرون که آب آن سیاه بود، از دنیای زندگی جدا شد. کسانی که بدترین گناهان را مرتکب شده بودند، به عمیق‌ترین و تاریک‌ترین سطح به طرطارس فرستاده شدند. در مرکز آن کاخ هادس، پادشاه جهان زیرین قرار داشت، جایی که او بر تخت سیاه آبنوس نشسته بود. رنگ مشکی یکی از مهم‌ترین رنگ‌های مورد استفاده هنرمندان یونان باستان بود. در قرن ۶ قبل از میلاد، آن‌ها با استفاده از یک تکنیک بسیار اصیل، شروع به ساخت سفال‌های با اشکال سیاه و بعداً سفالهای با اشکال قرمز کردند. در سفال‌های با نقوش سیاه، هنرمند با لغزش براق بر روی گلدان سفالی قرمز رنگ نقاشی می‌کرد. وقتی گلدان ساخته می‌شد، چهره‌هایی که با لغزش رنگ آمیزی می‌شدند، بر روی یک زمینه قرمز سیاه می‌شدند. بعداً آن‌ها روند را معکوس کردند و فضاهای بین چهره‌ها را با لغزش رنگ آمیزی کردند. این چهره‌های قرمز با شکوه را در پس زمینه سیاه و براق ایجاد کرد.
در سلسله مراتب اجتماعی روم باستان، بنفش رنگی بود که مخصوص امپراتور بود. قرمز رنگی بود که سربازان می‌پوشیدند (روپوش قرمز برای افسران، لباس قرمز برای سربازان). رنگ سفید که کشیشان می‌پوشیدند و مشکی را صنعتگران می‌پوشیدند. سیاهی که آن‌ها می‌پوشیدند عمیق و غنی نبود. رنگ‌های گیاهی که برای ساخت سیاه استفاده می‌شد جامد و ماندگار نبودند، بنابراین رنگ سیاه لباس آنان اغلب خاکستری یا قهوه ای کمرنگ می‌شدند.
در لاتین، کلمه سیاه، ater و تاریک کردن، atere با ظلم، وحشیگری و شر همراه بود. آن‌ها ریشه کلمات انگلیسی "atrocious" و "atrocity" بودند.سیاه همچنین رنگ رومی مرگ و عزاداری بود. در قرن ۲ قبل از میلاد، دادستان‌های روم شروع به پوشیدن یک توگای تاریک، به نام toga pulla، در مراسم تشییع جنازه کردند. بعداً، تحت سلطنت امپراتوری، خانواده مرحوم نیز برای مدت طولانی رنگ تیره داشتند. سپس، پس از ضیافتی به مناسبت پایان عزاداری، سیاه را با یک تاگای سفید عوض کرد. در شعر رومی، مرگ را hora nigra، ساعت سیاه می‌نامیدند.
مردم آلمان و اسکاندیناوی الهه شب خود، نات، را که با ارابه ای که توسط اسب سیاه کشیده می‌شد و از آسمان عبور می‌کرد را پرستش می‌کردند. آن‌ها همچنین از هل، الهه پادشاهی مردگان که پوست آن از یک طرف سیاه و از طرف دیگر قرمز بود، می‌ترسیدند. آن‌ها زاغ را نیز مقدس می‌شمردند. آن‌ها معتقد بودند که اودین، پادشاه پانتئون نوردیک، دارای دو کلاغ سیاه، هوگین و مونین است که به عنوان مأمورین وی خدمت می‌کردند، برای او به دنیا سفر می‌کردند، تماشا می‌کردند و گوش می‌دادند.

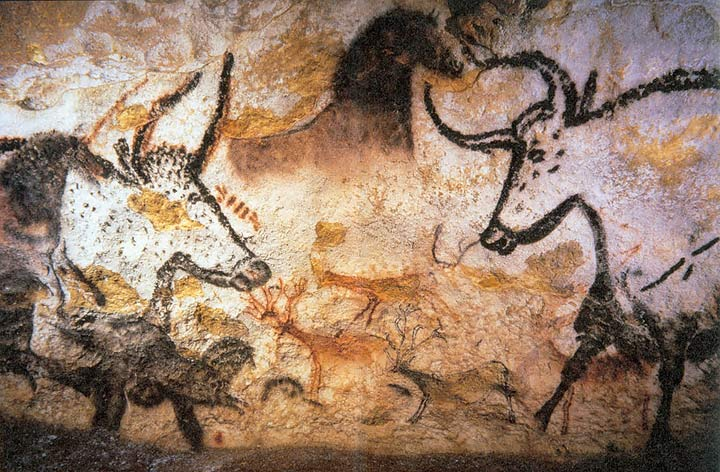
نقاشی‌های نوسنگی از گاوها در غار لاسکو که بیش از ۱۷۰۰۰ سال قدمت دارد
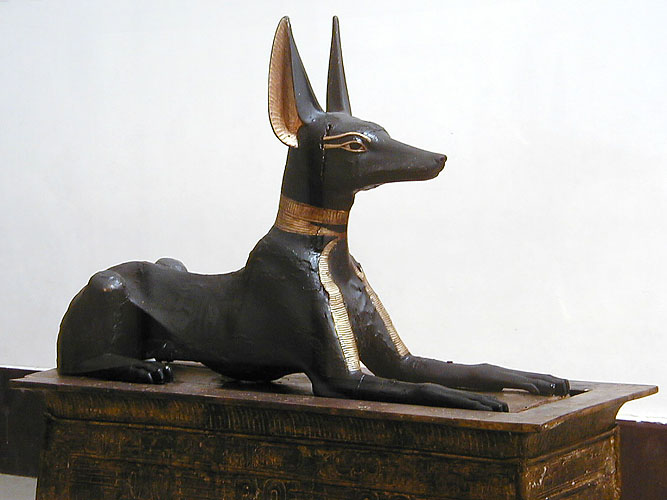
مجسمه آنوبیس ، نگهبان جهان زیرین ، از مقبره توتانخامون.
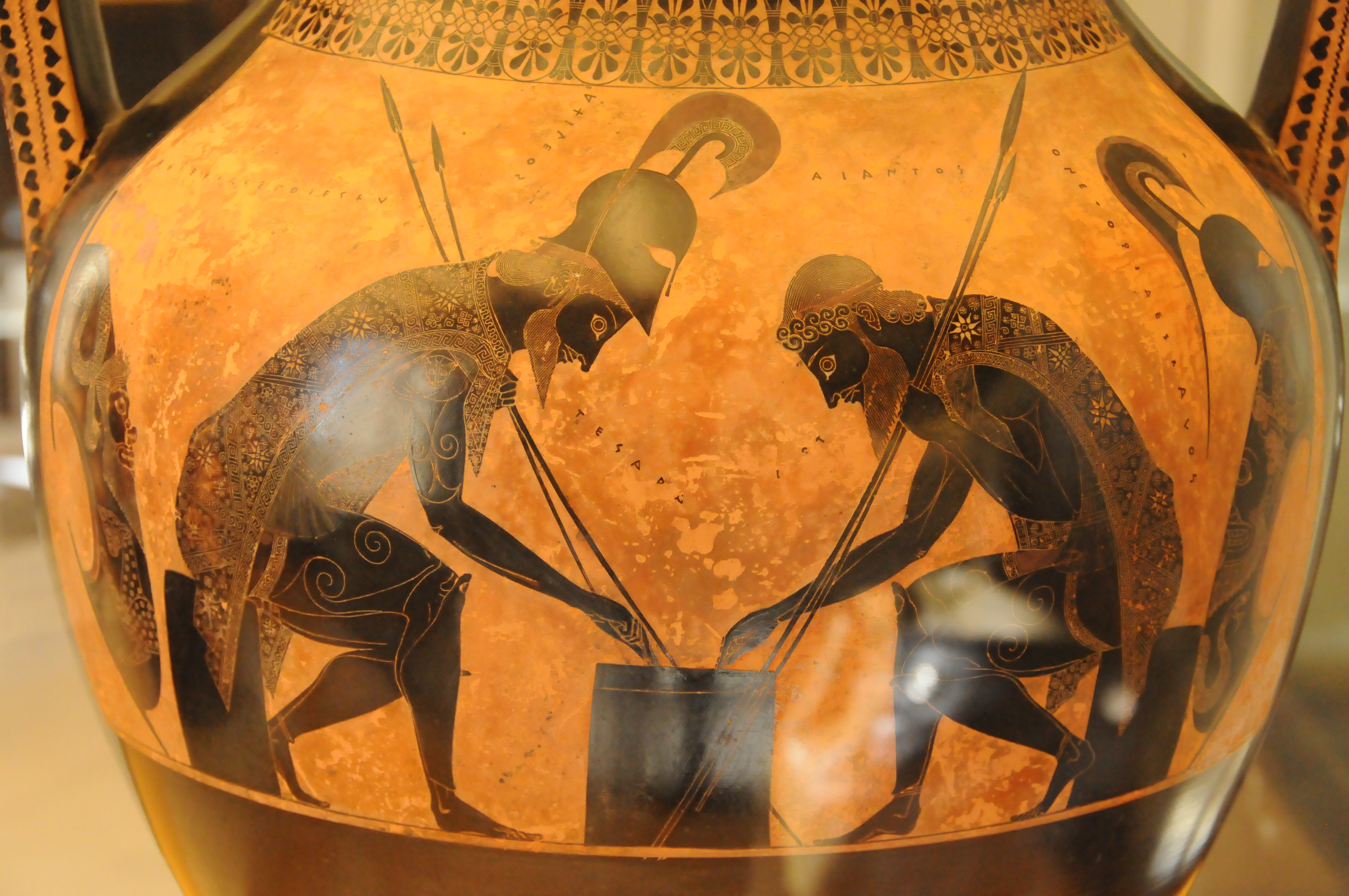
سفال‌های سیاه شکل یونان. آژاکس و آشیل یک بازی را انجام می‌دهند ، حدود ۵۴۰–۵۳۰ قبل از میلاد. (موزه‌های واتیکان).
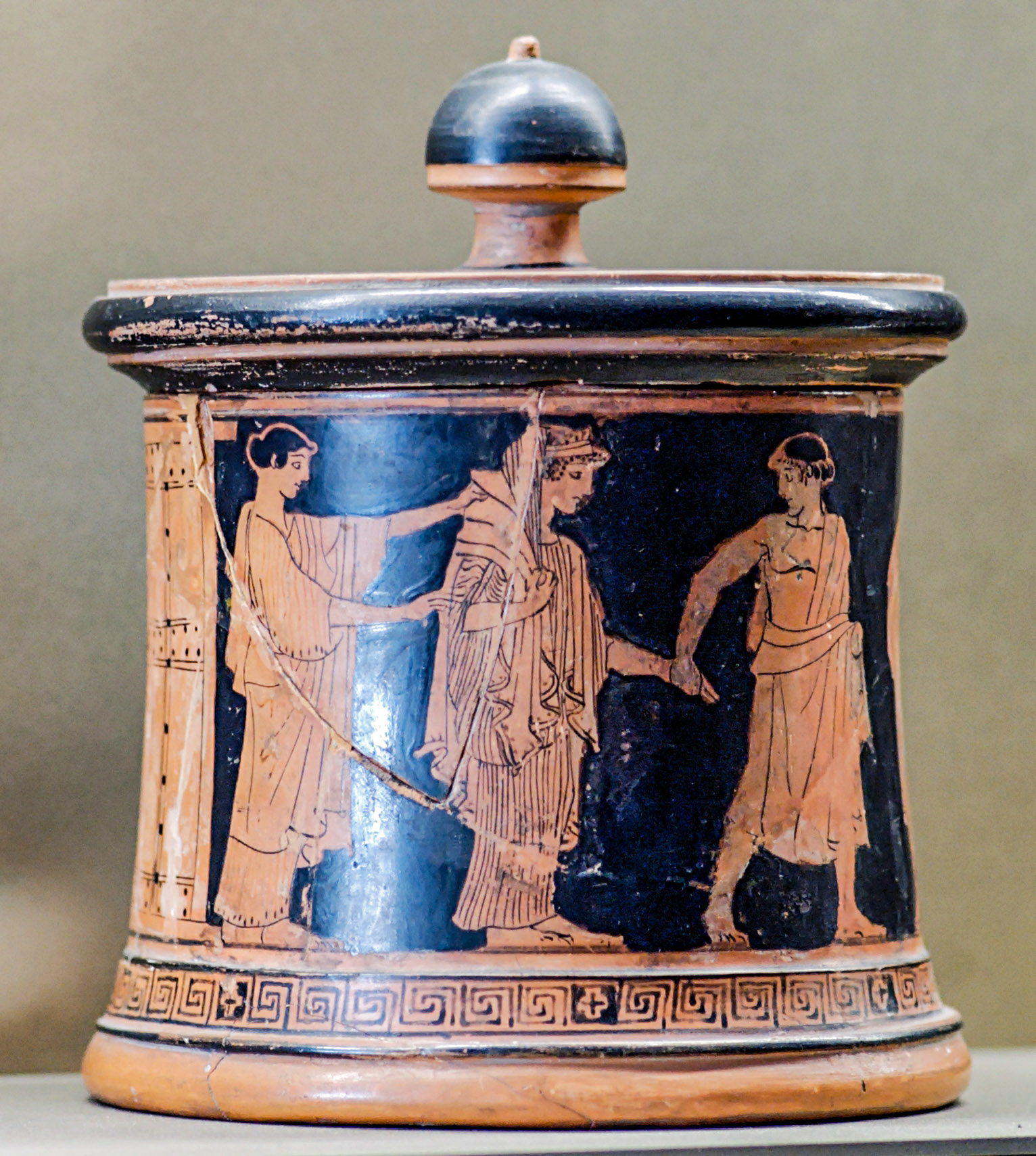
سفال با اشکال قرمز با زمینه سیاه. پرتره ای از تتیس ، حدود ۴۷۰–۴۸۰ قبل از میلاد. (موزه لوور)

### دوران پساکلاسیک

پرچم خلافت راشدین

در اوایل قرون وسطی، رنگ سیاه معمولاً با تاریکی و شر همراه بود. در نقاشی‌های قرون وسطایی، شیطان معمولاً به شکل انسان اما با بال و پوست یا موی سیاه به تصویر کشیده می‌شد.

### قرون ۱۲ و ۱۳ میلادی
در مد، رنگ مشکی از اعتبار قرمز، رنگ اشراف برخوردار نبود. آن را راهبان بندیکتین به نشانه تواضع و توبه می‌پوشیدند. در قرن دوازدهم، یک اختلاف مشهور کلامی بین راهبان سیسترسیان، که لباس سفید داشتند، و بندیکتین‌ها که سیاه پوش بودند، درگرفت. یک پیران محترم بندیکتین، پیر ارجمند، سیستریسیان را به غرور بیش از حد در پوشیدن لباس سفید به جای لباس سیاه متهم کرد. سنت برنارد از Clairvaux، بنیانگذار Cistercians پاسخ داد که سیاه رنگ شیطان، جهنم، «مرگ و گناه» است، در حالی که سفید نشان دهنده «پاکی، بی گناهی و همه فضایل» است.
رنگ سیاه نماد قدرت و پنهان‌کاری در جهان قرون وسطی بود. نشان امپراتوری مقدس روم آلمان یک عقاب سیاه بود. شوالیه سیاه در شعر قرون وسطی شخصیتی معمایی بود و هویت خود را پنهان می‌کرد، و معمولاً در خفا پنهان می‌شد.
جوهر سیاه که در چین اختراع می‌شد، به‌طور سنتی در قرون وسطی برای نوشتن مورد استفاده قرار می‌گرفت، به این دلیل ساده که سیاه تیره‌ترین رنگ بود و بنابراین بیشترین کنتراست را با کاغذ سفید یا پوست ارائه می‌داد، و آن را به آسان‌ترین رنگ برای خواندن تبدیل می‌کرد. با اختراع چاپ در قرن پانزدهم از اهمیت بیشتری برخوردار شد. نوع جدیدی از جوهر، جوهر چاپگر، از روغن دوده، سقز و گردو ایجاد شده است. این مرکب جدید امکان انتشار ایده‌ها برای مخاطبان انبوه از طریق کتاب‌های چاپ شده و محبوبیت هنر از طریق حکاکی‌ها و چاپ‌های سیاه و سفید را فراهم کرد. به دلیل تضاد و وضوح آن، جوهر سیاه روی کاغذ سفید همچنان استاندارد چاپ کتاب، روزنامه و اسناد بود؛ و به همین دلیل متن سیاه در پس زمینه سفید رایج‌ترین قالب مورد استفاده در صفحه‌های رایانه است.

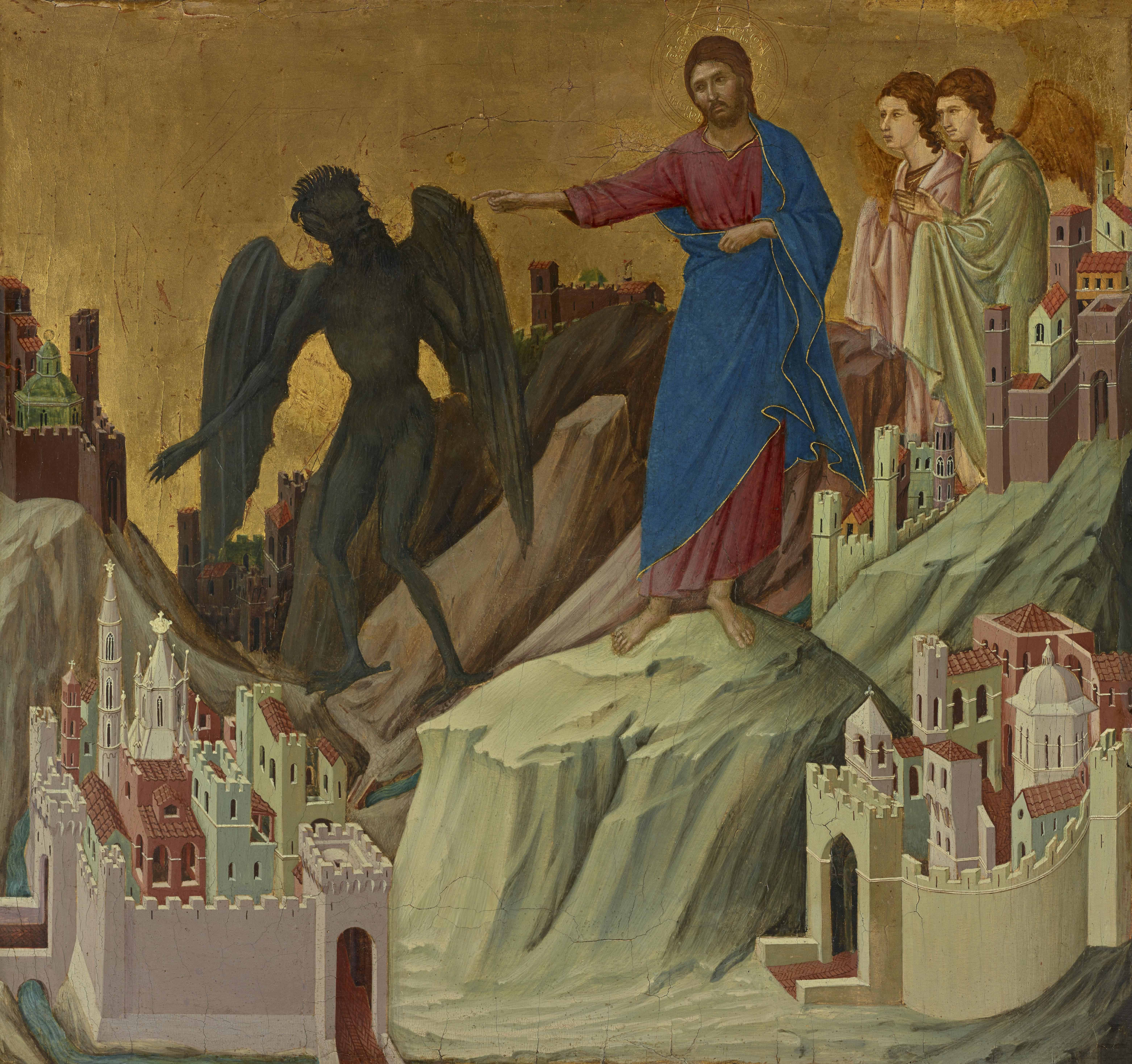
نقاش ایتالیایی ، دوشیو دی بوونینسگنا ، مسیح را نشان داد که شیطان ، پوشیده شده از موهای سیاه زبر، را تبعید می‌کند. حدود سال ۱۳۱۰ میلادی
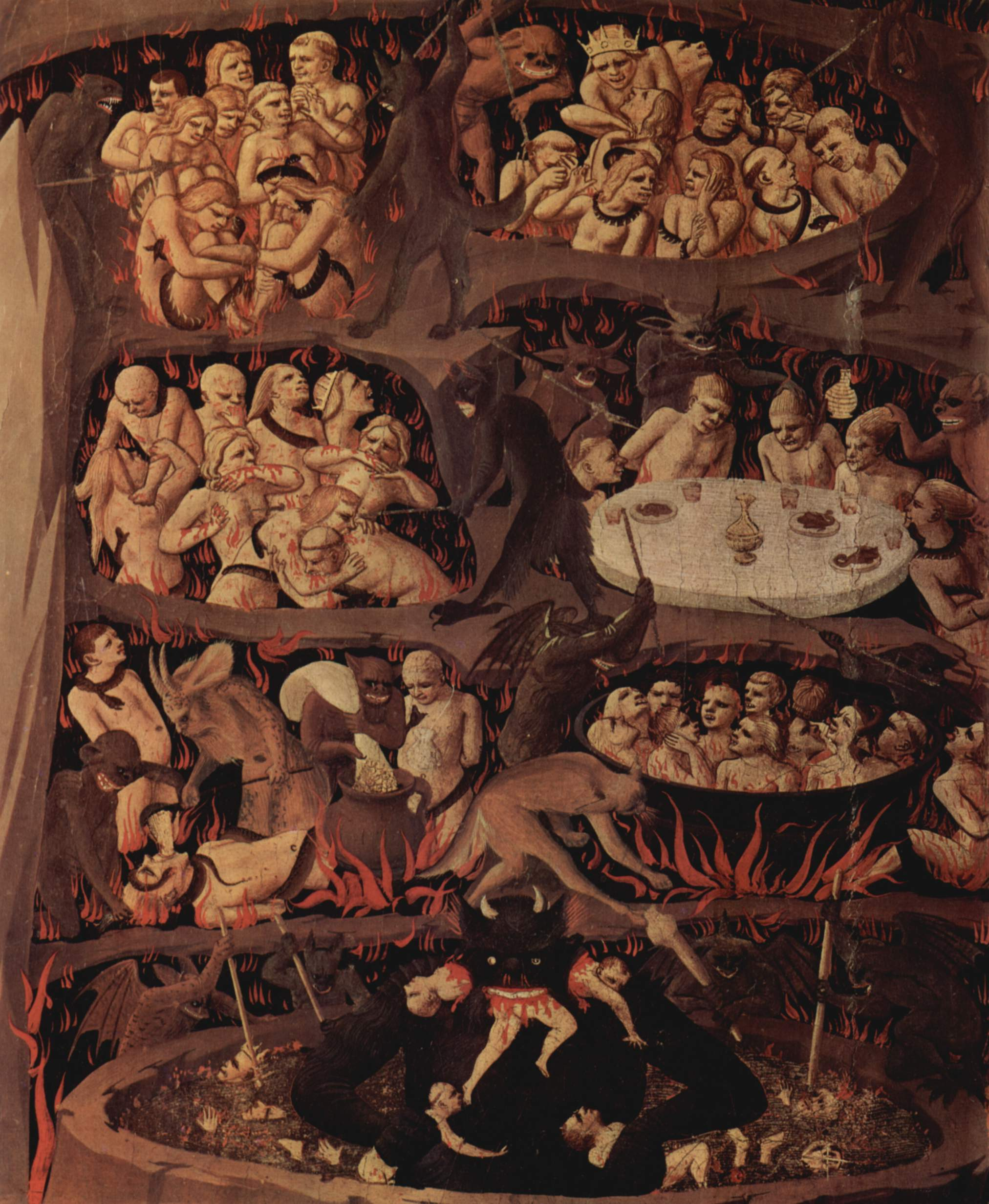
نقاشی قرن پانزدهم آخرین حکم توسط فر آنجلیکو (۱۳۴۵–۱۴۵۵) جهنم را به تصویر کشید که شیطان سیاه رنگی در حال بلعیدن گناهکاران است.
پرتره یک راهب از درجه بندیکتین (۱۴۸۴)
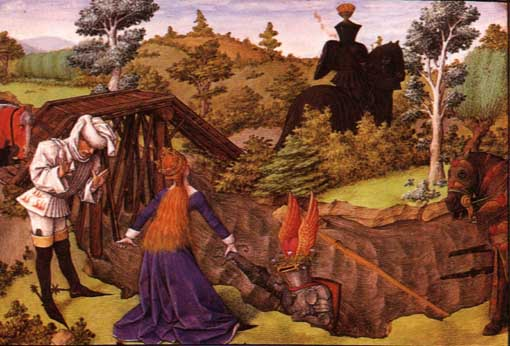
شوالیه سیاه در نقاشی مینیاتوری از یک عاشقانه قرون وسطایی ، Le Livre du cœur d'amore amouris (حدود ۱۴۶۰)
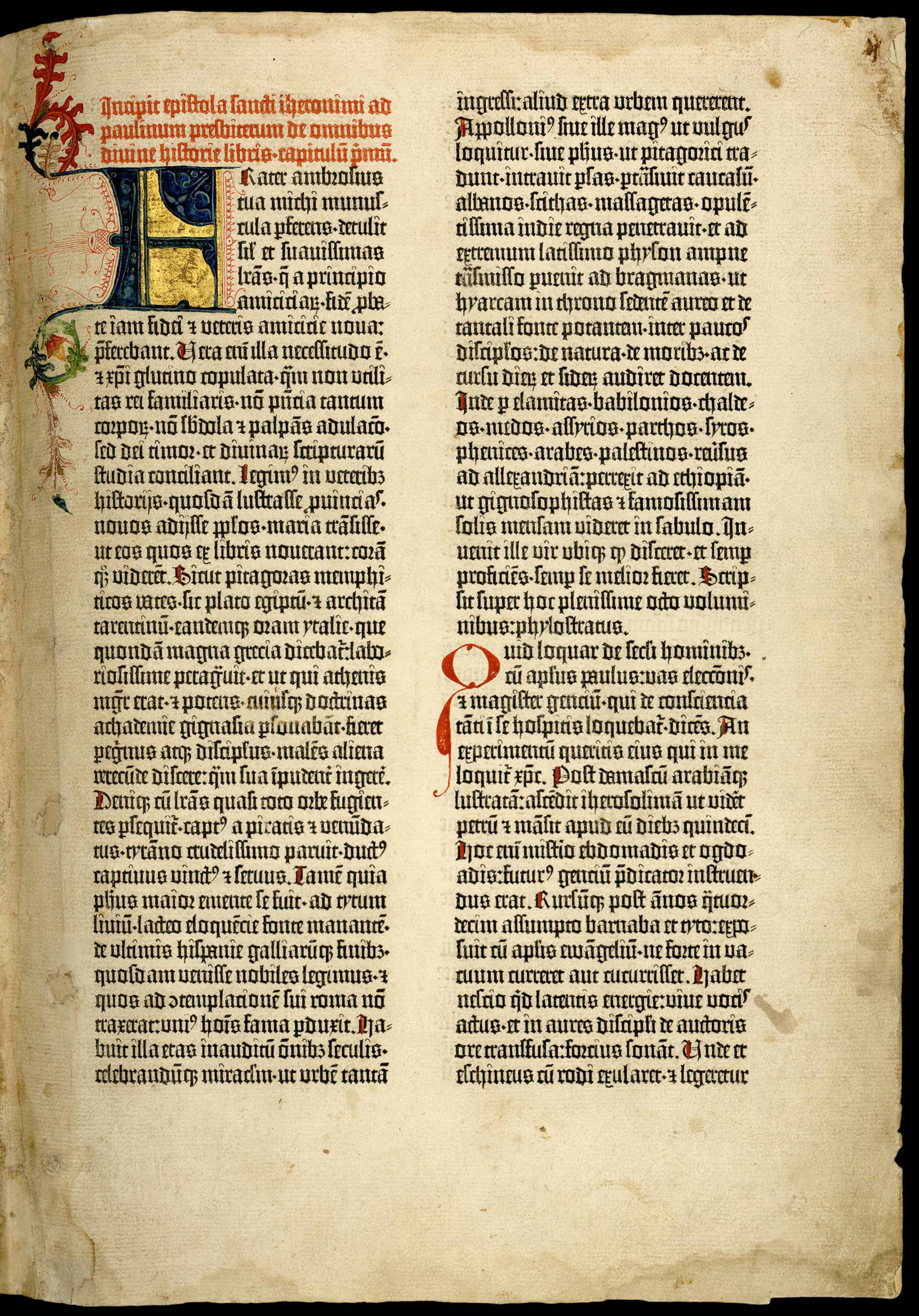
کتاب مقدس گوتنبرگ (۱۴۵۱–۱۴۵۲). از جوهر سیاه برای چاپ کتاب استفاده می‌شد ، زیرا بیشترین تضاد را با کاغذ سفید ایجاد می‌کرد و واضح‌ترین و آسان‌ترین رنگ برای خواندن بود.

### قرون ۱۶ و ۱۷ میلادی
در حالی که سیاه رنگی بود که حاکمان کاتولیک اروپا از آن استفاده می‌کردند، اما همچنین رنگ نمادین اصلاحات پروتستان در اروپا و پیوریتان‌ها در انگلیس و آمریکا بود. جان کالوین، فیلیپ ملانشتون و دیگر متکلمان پروتستان، فضای داخلی پر رنگ و تزئین شده کلیساهای کاتولیک روم را محکوم کردند. آنها رنگ قرمز را که توسط پاپ و کاردینال‌های او پوشیده شده بود، به عنوان رنگ تجمل، گناه و حماقت انسانی دیدند. در برخی از شهرهای شمال اروپا، اوباش به کلیساها و کلیساهای جامع حمله کردند، شیشه‌های رنگ آمیزی را شکستند و از تندیس‌ها و تزئینات آن خدشه دار کردند. در آموزه‌های پروتستان، لباس ملزم بود، ساده و محتاط باشد. رنگهای روشن تبعید شدند و جای آنها سیاه، قهوه ای و خاکستری بود. به زنان و کودکان توصیه می‌شود که لباس سفید بپوشند.
در هلند پروتستان، رامبرانت از این پالت جدید سیاه و قهوه ای هوشیارانه برای ایجاد پرتره‌هایی استفاده کرد که چهره‌هایشان از سایه بیرون می‌آمد و بیانگر عمیق‌ترین احساسات انسانی بود. نقاشان کاتولیک ضد اصلاح، مانند روبنس، در جهت مخالف حرکت کردند. آنها نقاشی‌های خود را با رنگ‌های روشن و غنی پر کردند. کلیساهای جدید باروک ضد اصلاحات معمولاً از درون به رنگ سفید می‌درخشیدند و پر از مجسمه، نقاشی دیواری، مرمر، طلا و نقاشی‌های رنگارنگ بودند تا مورد توجه مردم قرار گیرند. اما کاتولیک‌های اروپایی از همه طبقات، مانند پروتستان‌ها، سرانجام کمد لباس هوشیارانه ای را انتخاب کردند که بیشتر سیاه، قهوه ای و خاکستری بود.
در قسمت دوم قرن هفدهم، اروپا و آمریکا همه گیر ترس از جادوگری را تجربه کردند. مردم باور گسترده‌ای داشتند که شیطان در نیمه شب در مراسمی به نام توده سیاه یا سبت سیاه ظاهر می‌شود، معمولاً به شکل یک حیوان سیاه، اغلب بز، سگ، گرگ، خرس، آهو یا خروس، همراه است روح آشنا، گربه‌های سیاه، مارها و موجودات سیاه دیگر آنها. این منشأ خرافات گسترده در مورد گربه‌های سیاه و سایر حیوانات سیاه بود. در فلاندرس قرون وسطی، در مراسمی به نام Kattenstoet، گربه‌های سیاه را برای جلوگیری از جادوگری از ناقوسازی تالار پارچه ایپرس انداختند.
آزمایشات جادوگران در این دوره در اروپا و آمریکا معمول بود. در جریان محاکمه‌های بدنام جادوگران سالم در نیوانگلند در سال ۱۶۹۲–۹۳، یکی از کسانی که محاکمه می‌شدند متهم شد که می‌تواند به «یک چیز سیاه با کلاه آبی» تبدیل شود و دیگران به داشتن آشنایی به شکل سگ سیاه گربه سیاه و یک پرنده سیاه. نوزده زن و مرد به عنوان جادوگر به دار آویخته شدند.

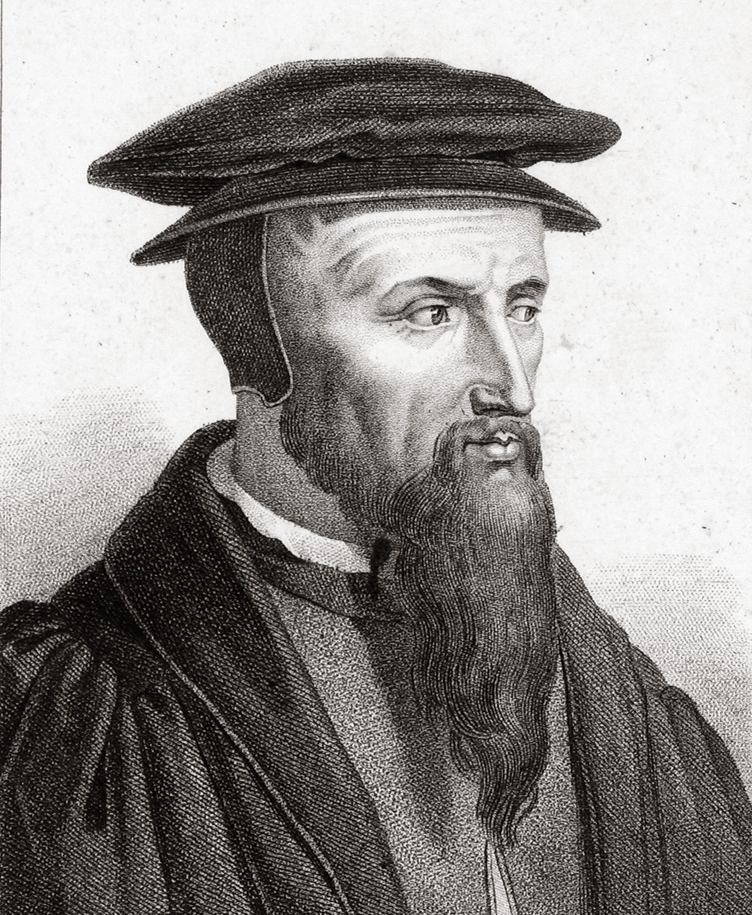
جان کالوین ، الهیات سوئیسی ، رنگ‌های روشن کشیشان کاتولیک روم و تزئینات رنگارنگ کلیساها را محکوم کرد.
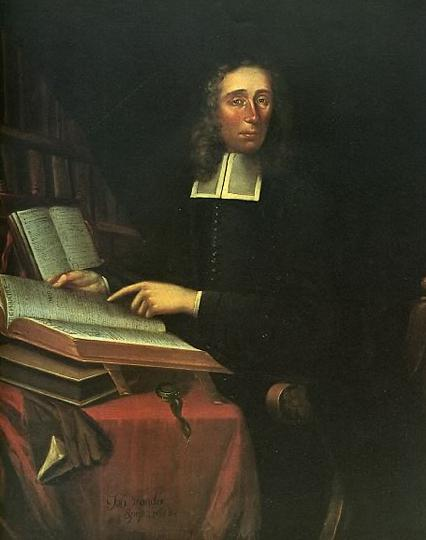
اینکریز ماتر ، یک روحانی پوریت آمریکایی (۱۶۸۸).
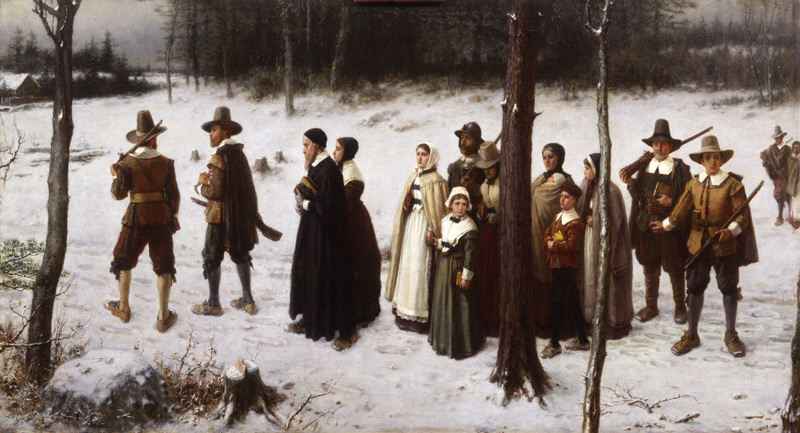
زائران آمریکایی در نیوانگلند به کلیسا می‌روند (نقاشی جورج هنری بوتون ، ۱۸۶۷)
رامبراند ، خودنگاره (۱۶۵۹)
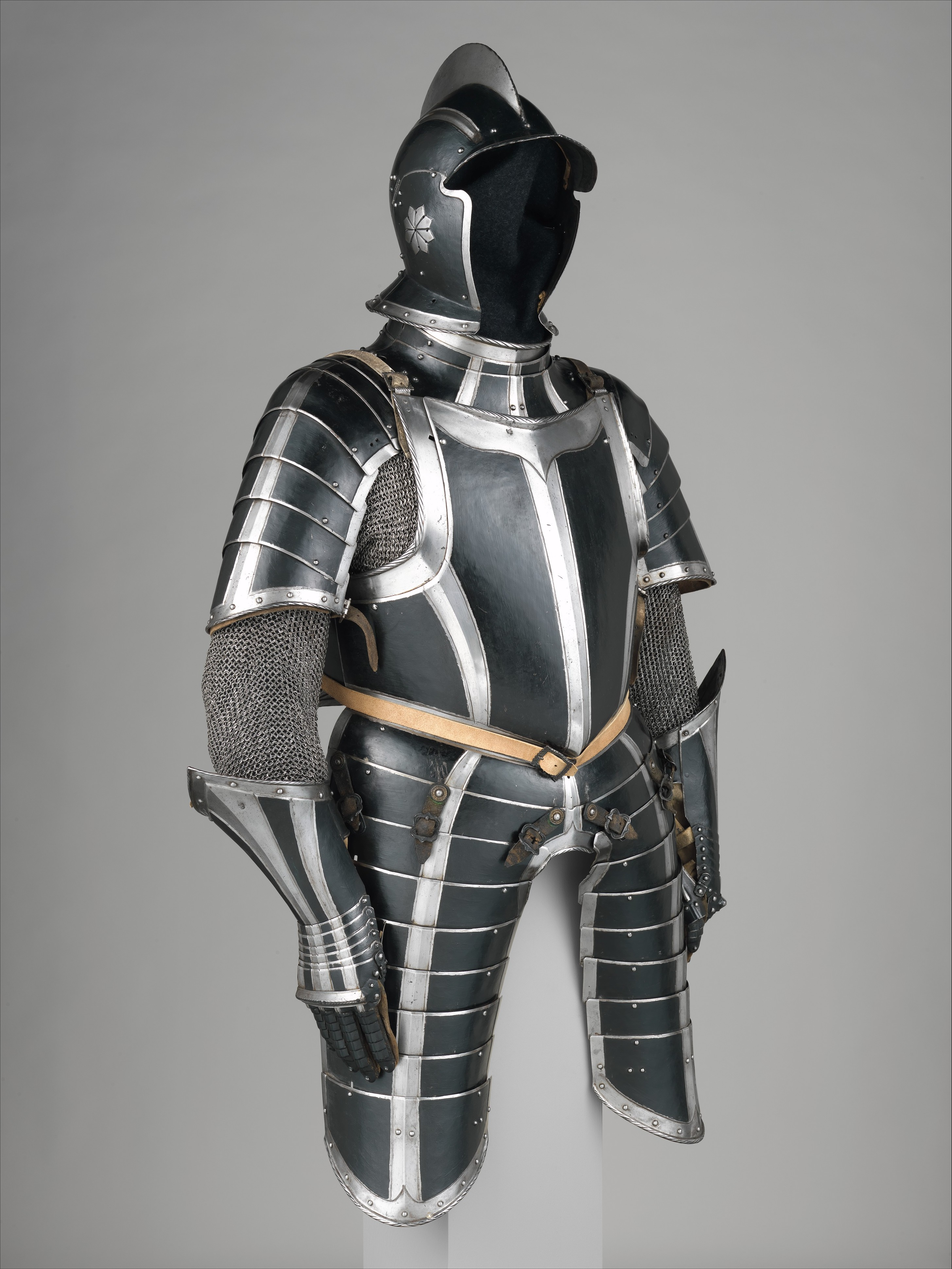
لباس مشکی نقره ای از زره پوش‌های آلمانی ساخته شده در حدود سال ۱۶۰۰. مانند بسیاری از لباس‌ها ، از رنگ سیاه در این قطعه برای تضاد در برابر رنگ‌های روشن استفاده می‌شود.

### قرون ۱۸ و ۱۹ میلادی
در قرن هجدهم، در دوران عصر روشنگری اروپا، سیاه به عنوان یک رنگ مد رفت. پاریس، پایتخت مد شد و پاستل، آبی، سبز، زرد و سفید رنگ اشراف و طبقات بالاتر شدند. اما پس از انقلاب فرانسه، رنگ سیاه دوباره به رنگ اصلی تبدیل شد.
سیاه رنگ انقلاب صنعتی بود که عمدتاً از طریق زغال‌سنگ و بعداً از طریق نفت ساخته می‌شد. به خاطر دوده زغال‌سنگ، ساختمان‌های شهرهای بزرگ اروپا و آمریکا به تدریج سیاه شدند. تا سال ۱۸۴۶ منطقه صنعتی میدلندز غربی انگلستان معمولاً «منطقه سیاه» نامیده می‌شد. چارلز دیکنز و نویسندگان دیگر خیابان‌های تاریک و آسمان دودی لندن را توصیف کردند، و آن‌ها به وضوح در نقاشی‌های هنرمند فرانسوی، گوستاو دوره، نشان داده شدند.
نوع دیگری از رنگ سیاه قسمت مهمی از حرکت عاشقانه در ادبیات بود. سیاه رنگ مالیخولیا، مضمون غالب رمانتیسم بود. رمان‌های آن دوره نیمه شب پر از قلعه، ویرانه، سیاه چال، طوفان و جلسات بود. شاعران برجسته این جنبش معمولاً با لباس سیاه، معمولاً با پیراهن سفید و یقه باز، و روسری نامرتب بر روی شانه‌هایشان به تصویر کشیده شدند، پرسی بیشه شلی و لرد بایرون به ایجاد کلیشه‌های ماندگار شاعر رمانتیک کمک کردند.
اختراع رنگ‌های سیاه مصنوعی ارزان و صنعتی شدن صنعت نساجی به این معنی بود که لباس‌های سیاه و مرغوب برای اولین بار در دسترس عموم مردم بود. در قرن نوزدهم سیاه به تدریج به محبوب‌ترین رنگ لباس تجاری طبقات بالا و متوسط در انگلستان و قاره آمریکا تبدیل شد.
سیاه در قرن نوزدهم بر ادبیات و مد سلطه داشت و نقش زیادی در نقاشی داشت. جیمز مک نیل ویستلر این رنگ را موضوع مشهورترین نقاشی خود قرار داد، آرایش در رنگ خاکستری و سیاه شماره یک (۱۸۷۱)، معروف به مادر ویسلر.
پائول گوگن گفت، برخی از نقاشان فرانسوی قرن نوزدهم عقیده کمی در مورد رنگ سیاه داشتند: «سیاه را رد کنید»، و آن ترکیبی از سیاه و سفید را خاکستری می‌نامند. هیچ چیز سیاه نیست، خاکستری نیست. سیاه پوستان به دلیل قدرت و تأثیر چشمگیر آنها. پرتره مانت از نقاش، برته موریسوت، تحقیقی با رنگ سیاه بود که روح استقلال او را کاملاً جلب کرد. سیاه به نقاشی قدرت و بی واسطه بودن می‌بخشید. او حتی برای تقویت اثر چشمانش را که سبز بودند به سیاه تغییر داد. هانری ماتیس به نقل از پیسارو امپرسیونیست فرانسوی به وی گفت، «مانت از همه ما قویتر است - او با سیاه رنگ نور را ایجاد کرد.»
پیر آگوست رنوار به ویژه در پرتره‌های خود از سیاه پوستان نورانی استفاده می‌کرد. وقتی کسی به او گفت که رنگ سیاه رنگ نیست، رنوار پاسخ داد: «چه چیزی باعث می‌شود این فکر را بکنی؟ مشکی ملکه رنگ است. من همیشه از آبی پروسی متنفرم. سعی کردم رنگ سیاه را با مخلوطی از قرمز و آبی جایگزین کنم، سعی کردم از آبی کبالت یا اولترامارین، اما من همیشه به رنگ سیاه عاج برمی‌گشتم.»
ونسان ون گوگ از خطوط سیاه برای ترسیم بسیاری از اشیا در نقاشی‌های خود مانند تخت در نقاشی معروف اتاق خواب خود استفاده کرد. جدا کردن آنها نقاشی او از کلاغ‌های سیاه بالای یک مزرعه ذرت، که کمی قبل از مرگ او نقاشی شده بود، به ویژه آشفته و دلهره آور بود.

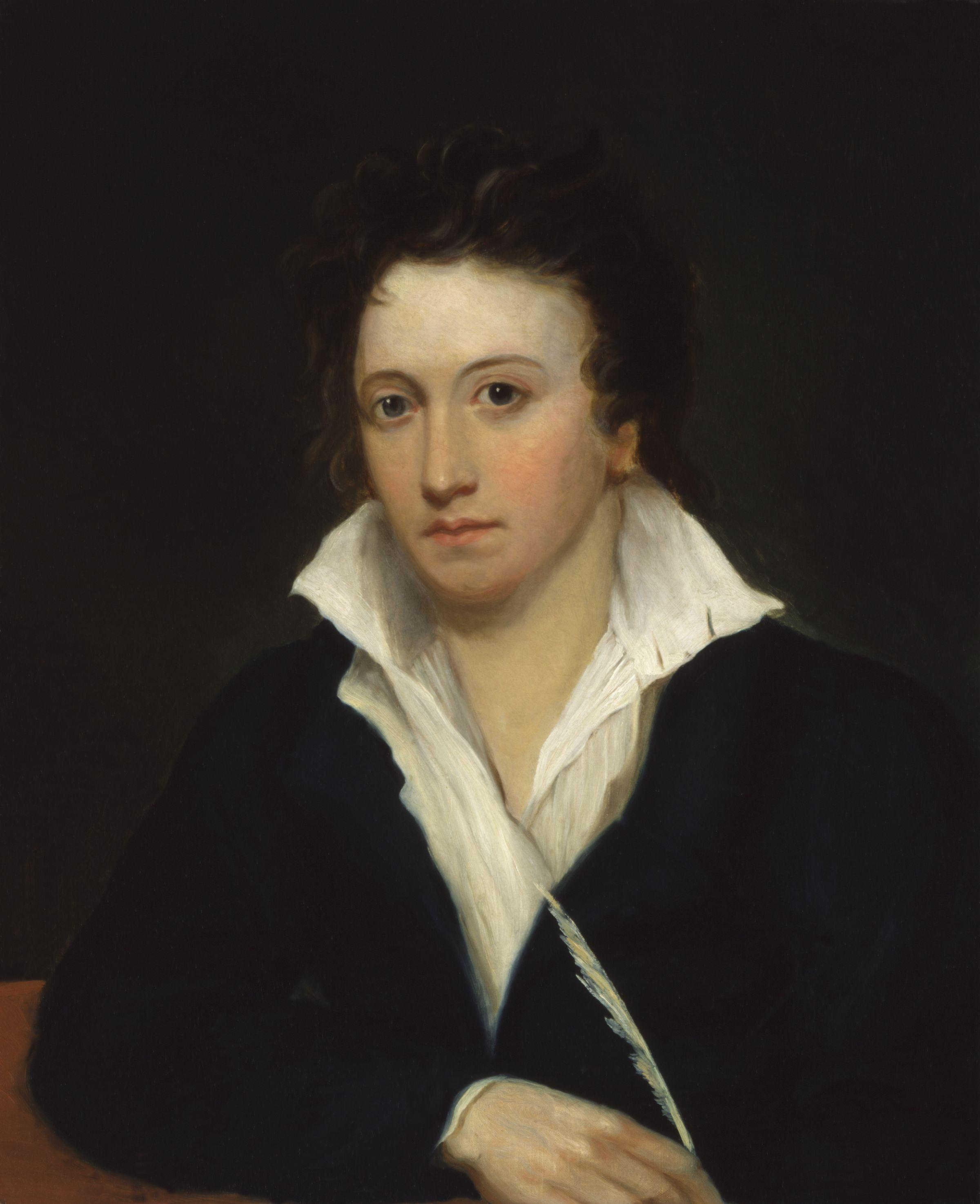
پرسی بیشه شلی با لباس سیاه و سفید، شاعر رمانتیک (۱۸۱۹).
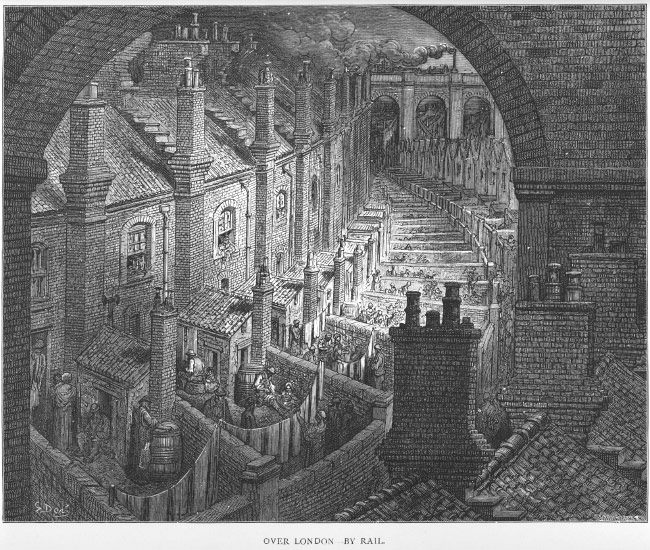
نمای گوستاو دوره از سال ۱۸۷۲ به لندن نشان داد که چگونه زغال‌سنگ و انقلاب صنعتی ساختمان‌ها و هوای شهرهای بزرگ اروپا را سیاه کرده است.
تابلوی «تنظیم در رنگ خاکستری و سیاه شماره ۱» (۱۸۷۱) توسط جیمز مک نیل ویستلر معروف به مادر ویستلر.
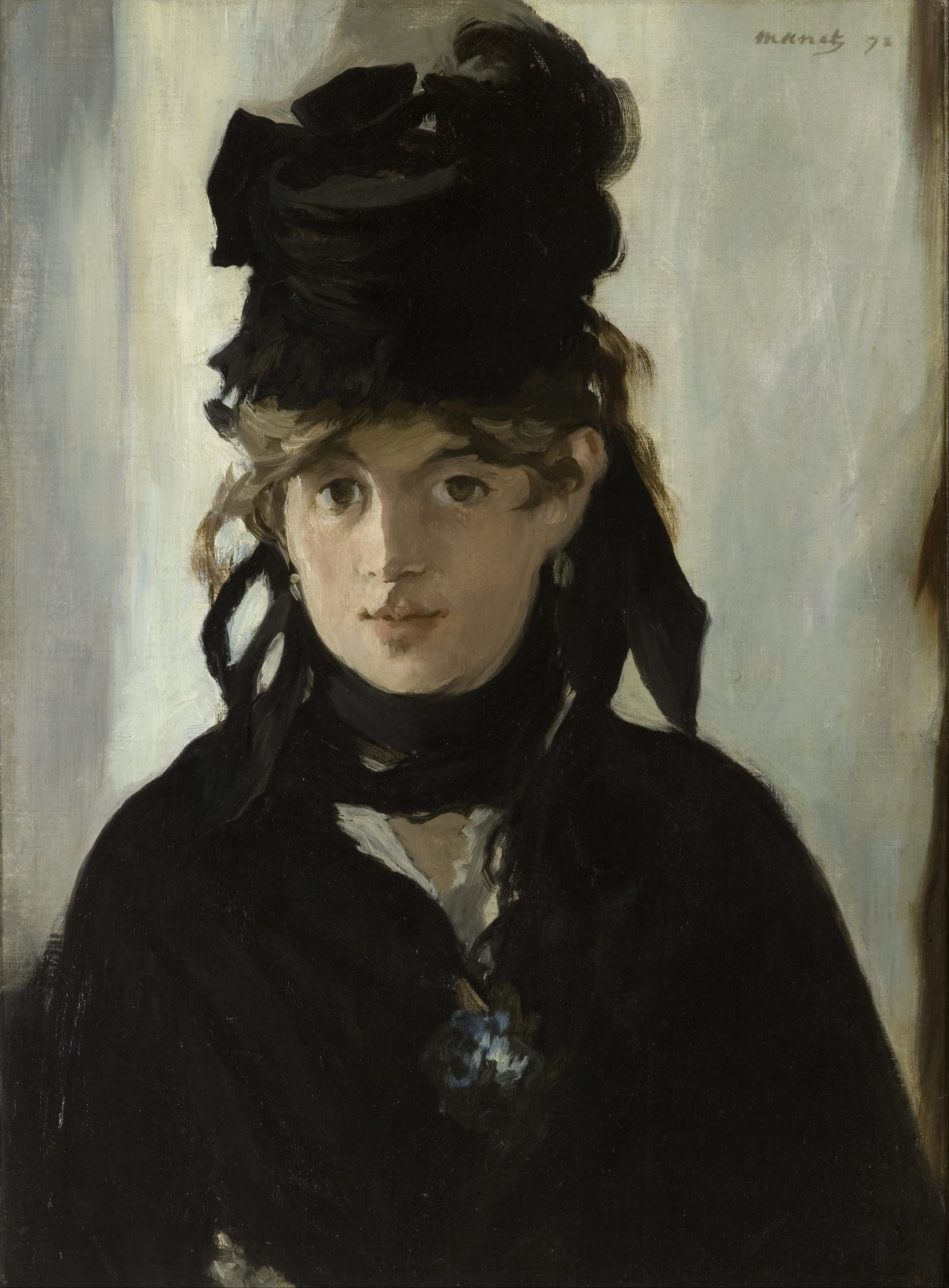
Berthe Morisot with a Bouquet of Violets, by Édouard Manet (1872).
Le Bal de l'Opera (1873) by Édouard Manet, shows the dominance of black in Parisian evening dress.
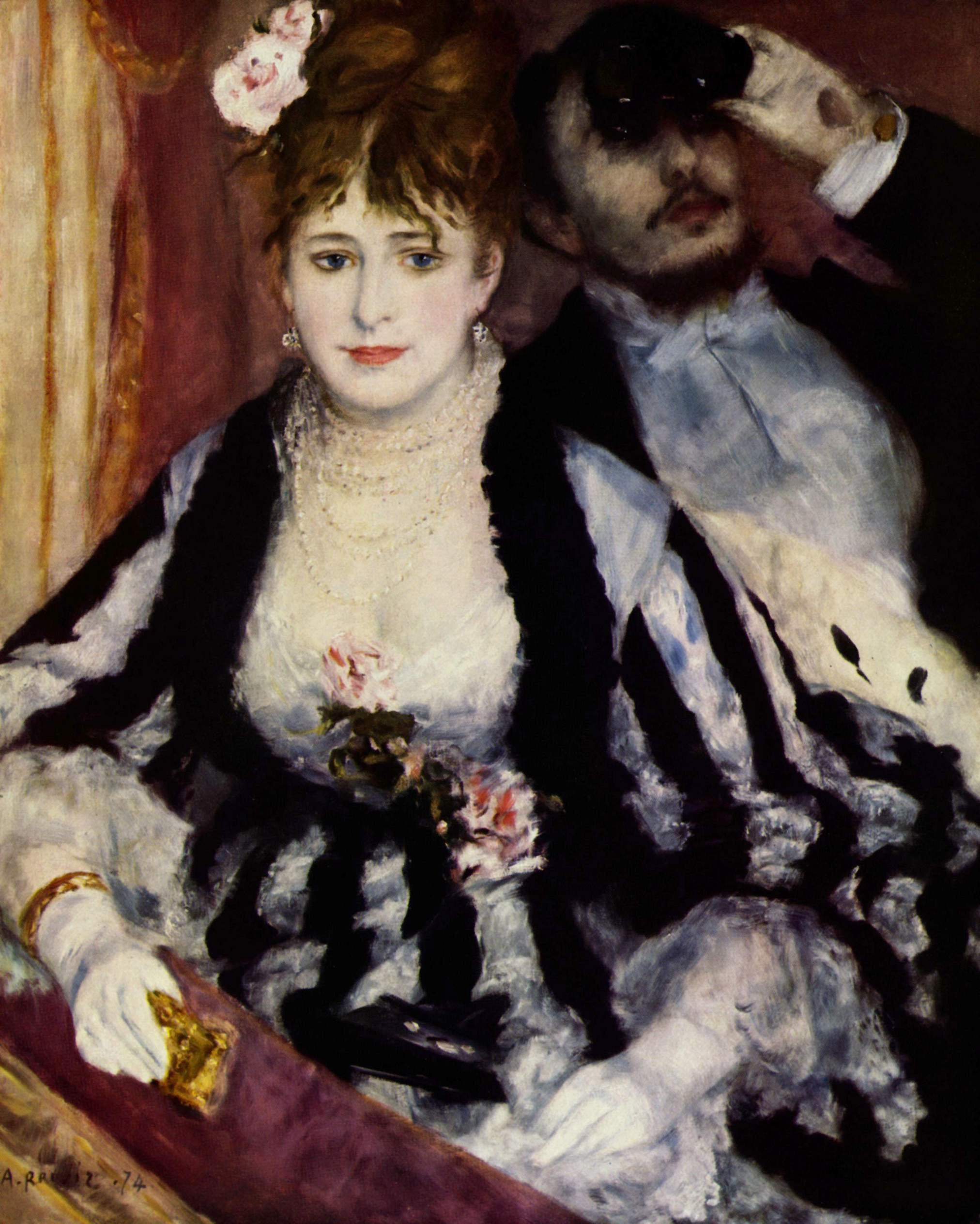
The Theater Box (1874) by Pierre-Auguste Renoir, captured the luminosity of black fabric in the light.
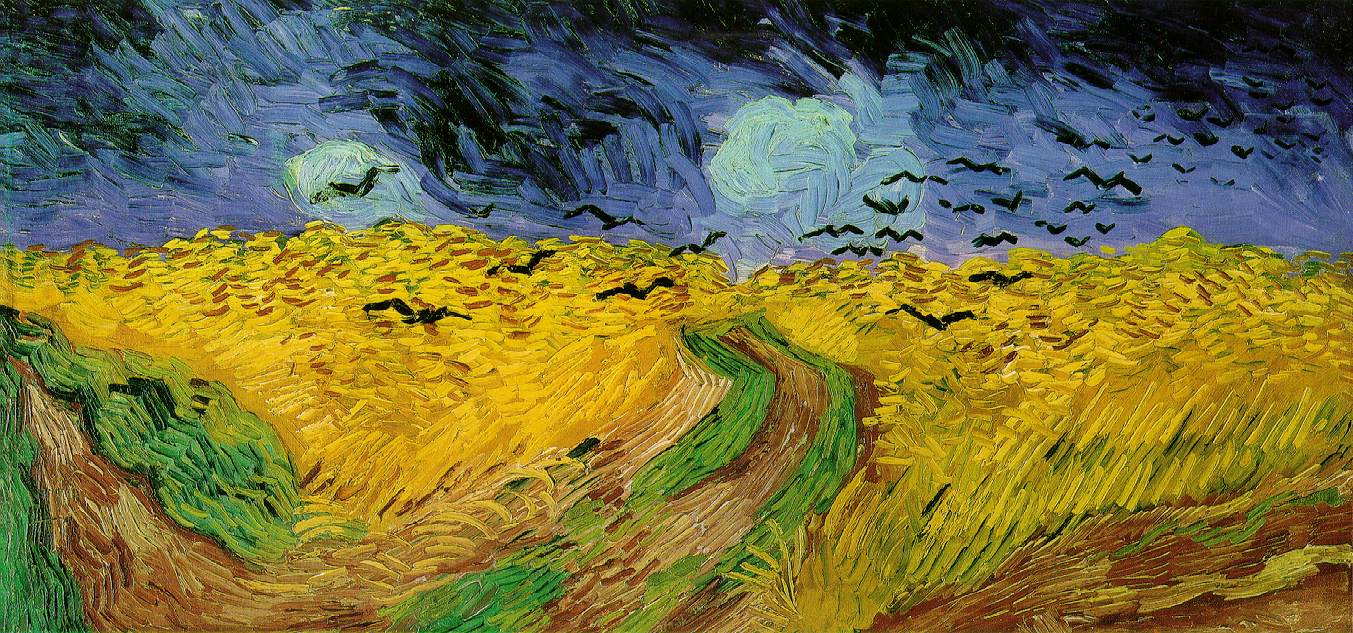
نقاشی مزرعه گندم با کلاغ‌ها (۱۸۹۰) ، یکی از آخرین نقاشی‌های وینسنت ون گوگ، روحیه آشفته او را به تصویر می‌کشد.

## کاربردها

### جوهر

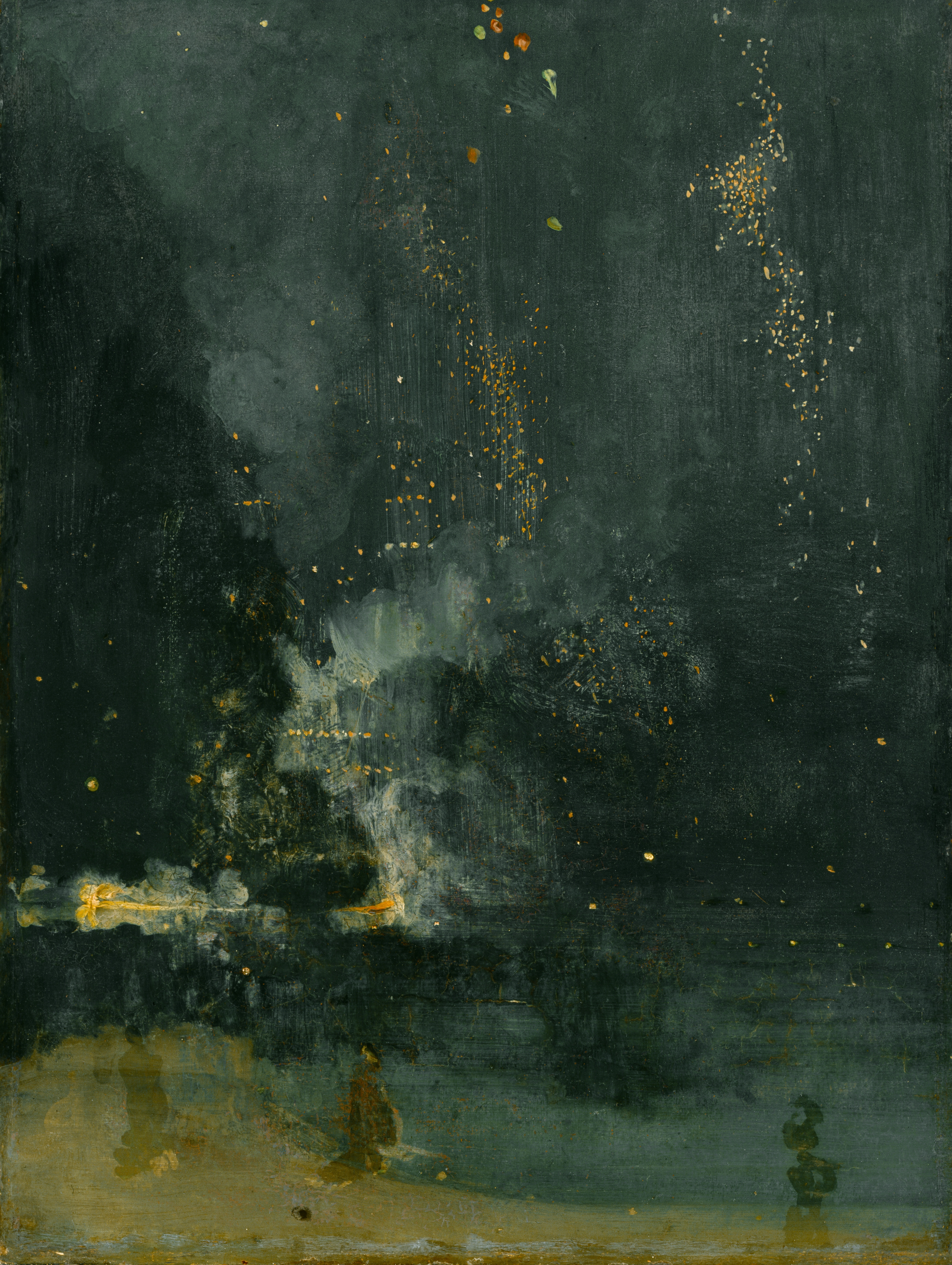
شبانه سیاه و طلایی، سقوط موشک اثر مک‌نیل ویسلر

اولین جوهرهای شناخته شده توسط چینی‌ها ساخته شده و مربوط به قرن ۲۳ قبل از میلاد است. آنها از رنگهای طبیعی گیاهی و مواد معدنی مانند زمین گرافیت با آب استفاده کردند و با برس جوهر استفاده کردند. جوهرهای اولیه چینی مشابه جوهر مرکب مدرن مربوط به حدود ۲۵۶ سال قبل از میلاد در اواخر دوره جنگ‌های ایالات متحده یافت شده است. آن‌ها از دوده تولید می‌شوند، معمولاً با سوزاندن چوب کاج، مخلوط با چسب حیوانات تولید می‌شوند. برای تهیه جوهر از یک مرکب، چوب به‌طور مداوم در برابر سنگ مرکب با مقدار کمی آب چرخ می‌شود تا مایع تیره تولید شود و سپس با برس جوهر استفاده می‌شود. هنرمندان و خوشنویسان می‌توانند ضخامت جوهر حاصل را با کاهش یا افزایش شدت و زمان آسیاب جوهر تغییر دهند. این جوهرها سایه ظریف و جلوه‌های ظریف یا چشمگیر نقاشی قلم موی چینی را ایجاد می‌کنند.

## در علم

### فیزیک

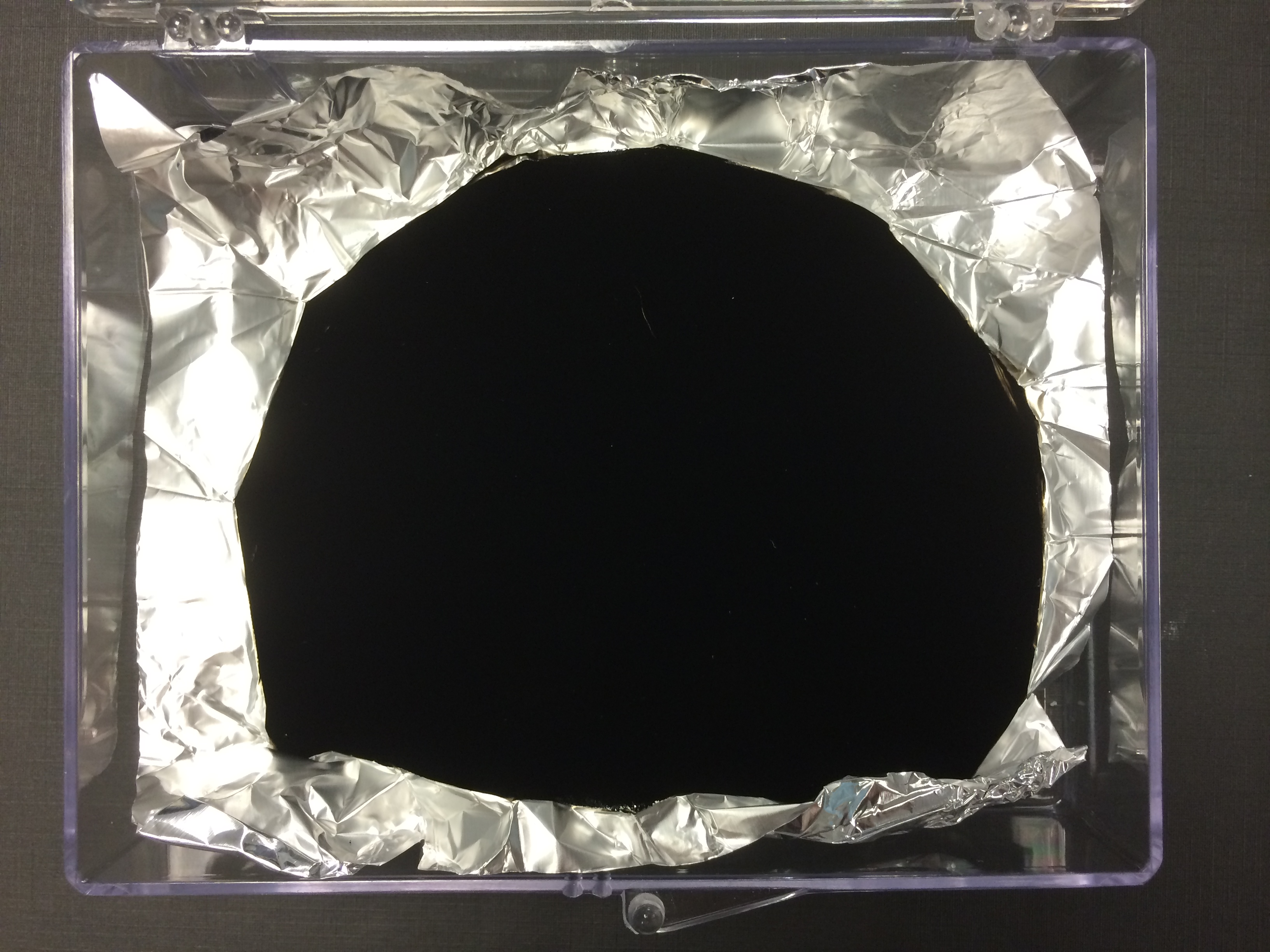
ونتابلک، سیاه‌ترین ماده شناخته شده تا سال ۲۰۱۹. Vantablack که دارای حداکثر میزان جذب ۹۹٫۹۶۵٪ در طیف مرئی است.

در طیف مرئی، رنگ سیاه، رنگی است که حاصل جذب تمام رنگ‌ها است. رنگ سیاه را می‌توان اینطور توصیف کرد که وقتی هیچ نور مرئی به چشم نمی‌رسد، سیاه دیده می‌شود. رنگدانه‌ها یا رنگ‌هایی که نور را جذب می‌کنند تا اینکه آن را به سمت چشم منعکس کنند «سیاه به نظر می‌رسند». با این وجود یک رنگدانه سیاه می‌تواند ناشی از ترکیبی از چندین رنگدانه باشد که در مجموع همه رنگ‌ها را جذب می‌کند. اگر نسبت مناسب سه رنگدانه اولیه با هم مخلوط شوند، نتیجه نور کمی را منعکس می‌کند تا «سیاه» نامیده شود. این دو توصیف سطحی متضاد اما در واقع مکمل رنگ سیاه را ارائه می‌دهد. رنگ سیاه جذب تمام رنگ‌های نور یا ترکیبی جامع از چندین رنگ رنگدانه است.
در فیزیک، یک جسم سیاه یک جاذب کامل نور است اما با یک قانون ترمودینامیکی، بهترین گسیل کننده است؛ بنابراین، بهترین خنک‌کننده تابشی، خارج از نور خورشید، با استفاده از رنگ سیاه است، اگرچه مهم است که مادون قرمز نیز سیاه باشد (یک جاذب تقریباً کامل). در علوم ابتدایی، نور ماورا بنفش دور را «نور سیاه» می‌نامند زیرا در حالی که خود غیب است، باعث فلورسنس بسیاری از مواد معدنی و سایر مواد می‌شود.
جذب نور با انتقال، بازتاب و انتشار در تضاد است، جایی که نور فقط هدایت می‌شود و باعث می‌شود اجسام به ترتیب شفاف، بازتابنده یا سفید به نظر برسند. اگر بیشتر نور ورودی به همان اندازه در ماده جذب شود، ماده‌ای سیاه گفته می‌شود. نور (تابش الکترومغناطیسی در طیف مرئی) با اتم‌ها و مولکول‌ها برهم کنش دارد که باعث می‌شود انرژی نور به اشکال دیگر انرژی، معمولاً گرما تبدیل شود. این بدان معنی است که سطوح سیاه می‌توانند به عنوان جمع‌کننده‌های حرارتی عمل کنند، نور را جذب کرده و گرما تولید می‌کنند (به جمع‌کننده حرارتی خورشیدی مراجعه کنید).
از سپتامبر ۲۰۱۹، تاریک‌ترین ماده از نانولوله‌های کربنی که به صورت عمودی تراز شده‌اند، ساخته می‌شود. این ماده توسط مهندسان MIT رشد یافته و گزارش شده است که میزان جذب ۹۹٫۹۹۵٪ از هر نور ورودی است. این از هر نوع ماده تاریک قبلی از جمله Vantablack که دارای حداکثر میزان جذب ۹۹٫۹۶۵٪ در طیف مرئی است، پیشی می‌گیرد.

### شیمی
اولین رنگدانه‌های مورد استفاده انسان نوسنگی زغال چوب، قرمز و زرد بود. خطوط سیاه هنر غار با نوک مشعل‌های سوخته ساخته شده از چوبی با رزین ترسیم شده است.رنگدانه‌های مختلف زغال چوب با سوزاندن چوبها و محصولات حیوانی مختلف ساخته می‌شود که هرکدام لحن متفاوتی دارند. زغال چوب خرد شده و سپس با چربی حیوانات مخلوط می‌شود تا رنگدانه تولید شود.
سیاه انگور در زمان رومی‌ها با سوزاندن شاخه‌های بریده شده انگور تولید می‌شد. همچنین می‌تواند با سوزاندن بقایای انگور خرد شده که در اجاق جمع‌آوری و خشک می‌شود، تولید شود. به گفته مورخ ویتروویوس، عمق و غنای سیاه تولید شده با کیفیت شراب مطابقت داشت. بهترین شراب‌ها مشکی با مایل به آبی به رنگ نیل تولید می‌کردند.
نقاش قرن پانزدهم Cennino Cennini نحوه ساخت این رنگدانه را در دوران رنسانس در کتاب معروف خود برای هنرمندان توصیف کرد: «... یک سیاه وجود دارد که از شاخه‌های انگور ساخته شده است؛ و این ساقه‌ها باید سوزانده شوند آنها سوخته شده‌اند، مقداری آب بر روی آنها بیندازید و آنها را بیرون بیاورید و سپس آنها را به همان روش سیاه دیگر نرم کنید؛ و این یک رنگدانه لاغر و سیاه است و یکی از رنگدانه‌های عالی است که ما استفاده می‌کنیم.»
سینینی همچنین خاطرنشان کرد: «سیاه دیگری نیز وجود دارد که از پوسته بادام سوخته یا هلو ساخته می‌شود و این یک سیاه خوب و عالی است.» زغال پودر شده سپس با صمغ عربی یا زرده تخم مرغ مخلوط شده و رنگ ایجاد می‌شود.
تمدن‌های مختلف گیاهان مختلف را برای تولید رنگدانه‌های ذغالی خود سوزاندند. Inuit of Alaska از زغال چوب مخلوط با خون برای نقاشی ماسک و اشیا چوبی استفاده می‌کردند. پولنیزی‌ها نارگیل‌ها را سوزاندند تا رنگدانه‌های خود را تولید کنند.

### اخترشناسی
سیاهچاله، منطقه ای از زمان-زمان است که جاذبه از فرار هر چیزی، از جمله نور جلوگیری می‌کند. تئوری نسبیت عام پیش‌بینی می‌کند که یک جرم فشرده به اندازه کافی فضا-زمان را تغییر شکل داده و یک سیاهچاله ایجاد می‌کند. در اطراف یک سیاهچاله یک سطح تعریف شده از نظر ریاضی وجود دارد که افق رویداد نامیده می‌شود و نقطه بازگشت را مشخص می‌کند. این «سیاه» نامیده می‌شود زیرا تمام نوری که به افق می‌رسد را جذب می‌کند و هیچ چیزی را منعکس نمی‌کند، دقیقاً مانند یک بدن سیاه کامل در ترمودینامیک. پیش‌بینی می‌شود سیاهچاله‌های جرم ستاره ای هنگامی که ستارگان بسیار عظیم در پایان چرخه زندگی خود فرو می‌ریزند، تشکیل شوند. پس از تشکیل سیاهچاله می‌تواند با جذب جرم از محیط اطراف خود به رشد ادامه دهد. با جذب ستاره‌های دیگر و ادغام با سیاه چاله‌های دیگر، سیاهچاله‌های عظیم میلیون‌ها توده خورشیدی ممکن است تشکیل شوند. اتفاق نظر کلی وجود دارد که سیاهچاله‌های بزرگ در مراکز بیشتر کهکشان‌ها وجود دارند. اگرچه سیاهچاله خود سیاه است، اما مواد وارد شده یک دیسک تجمع، که یکی از درخشان‌ترین انواع جسم در جهان است، تشکیل می‌دهد.

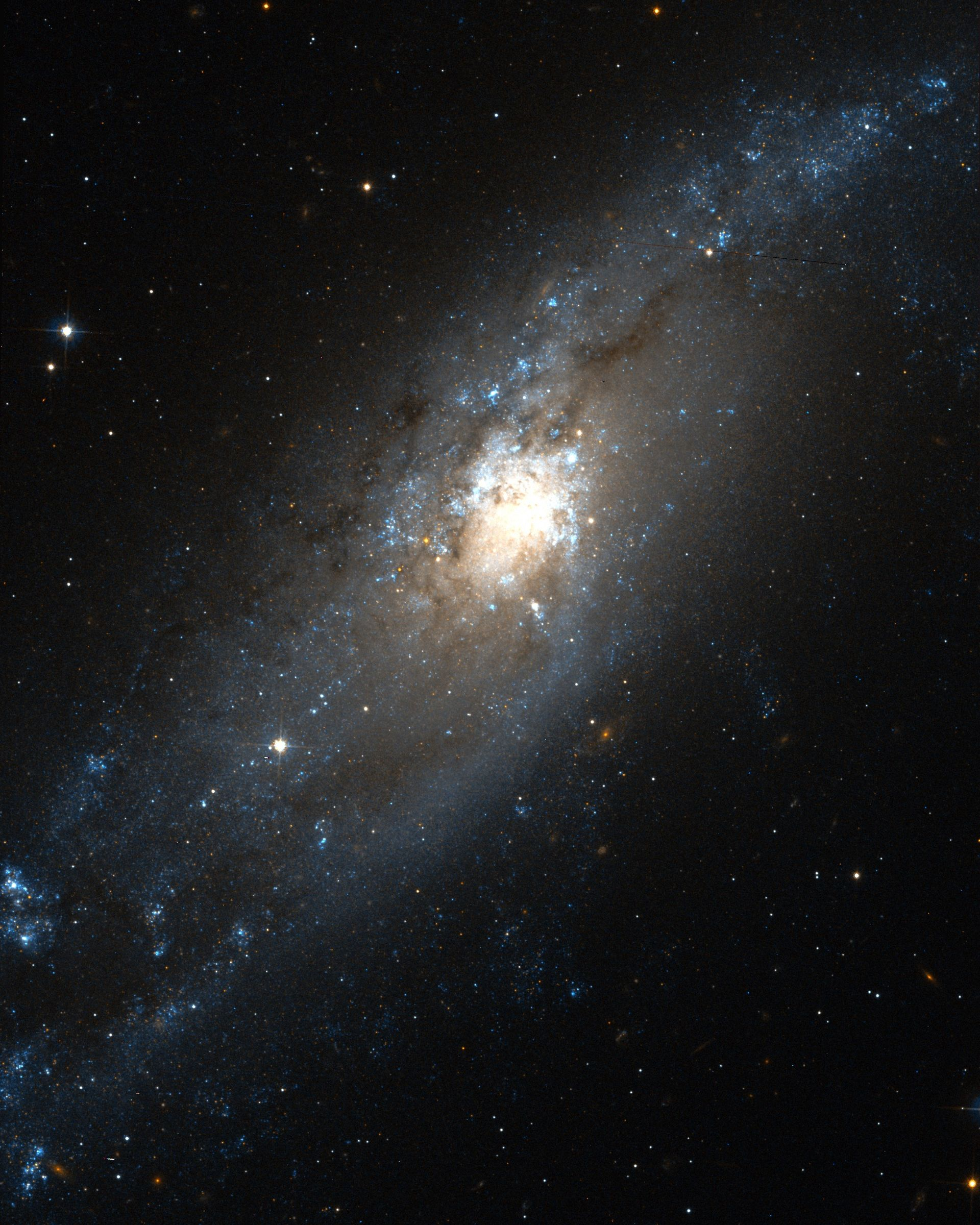
تصویر کهکشان NGC 406 از تلسکوپ فضایی هابل
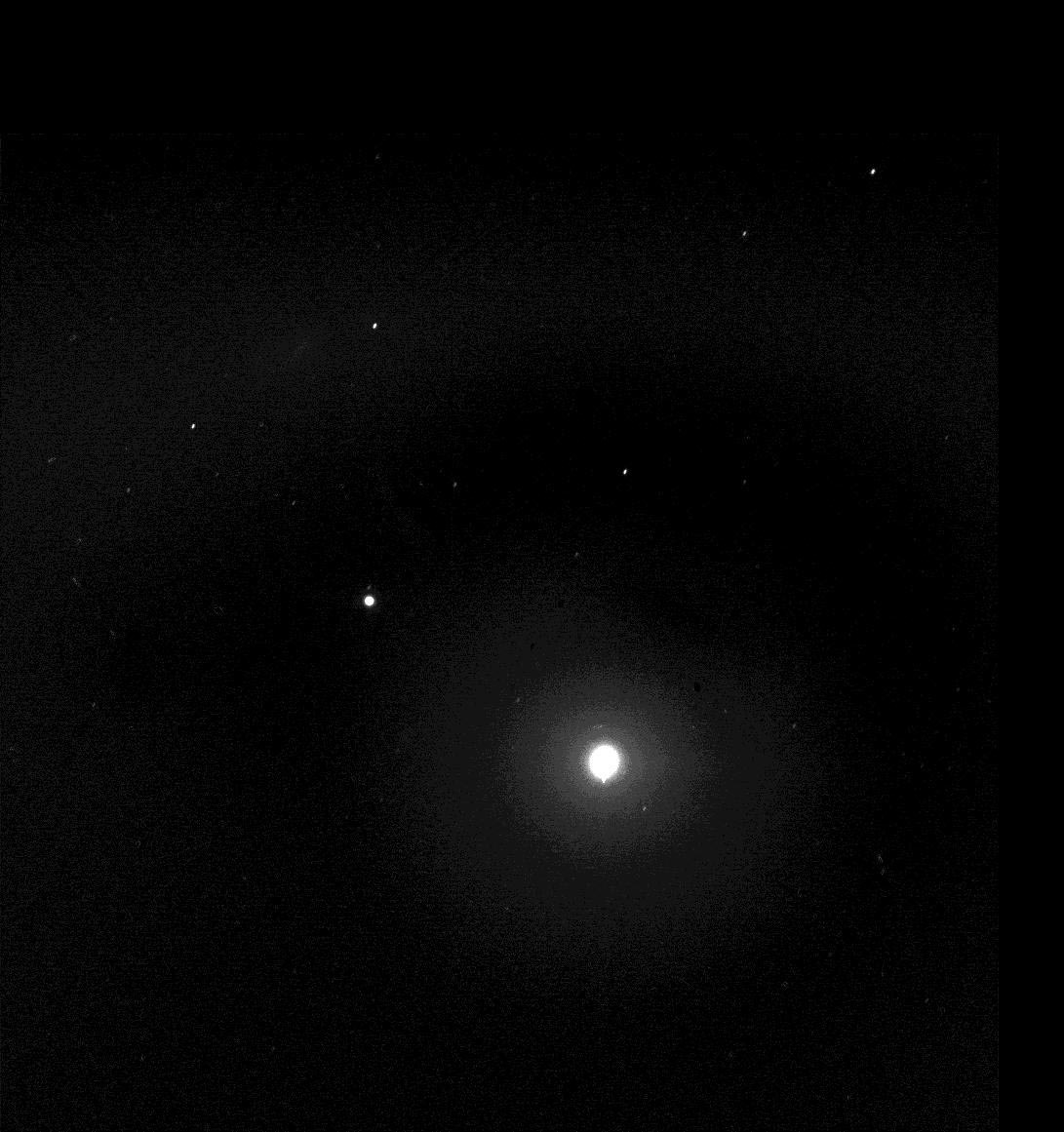
آسمان شب دیده شده از مریخ ، در حالی که دو قمر مریخ قابل مشاهده است و توسط مریخ نورد ناسا گرفته شده است.
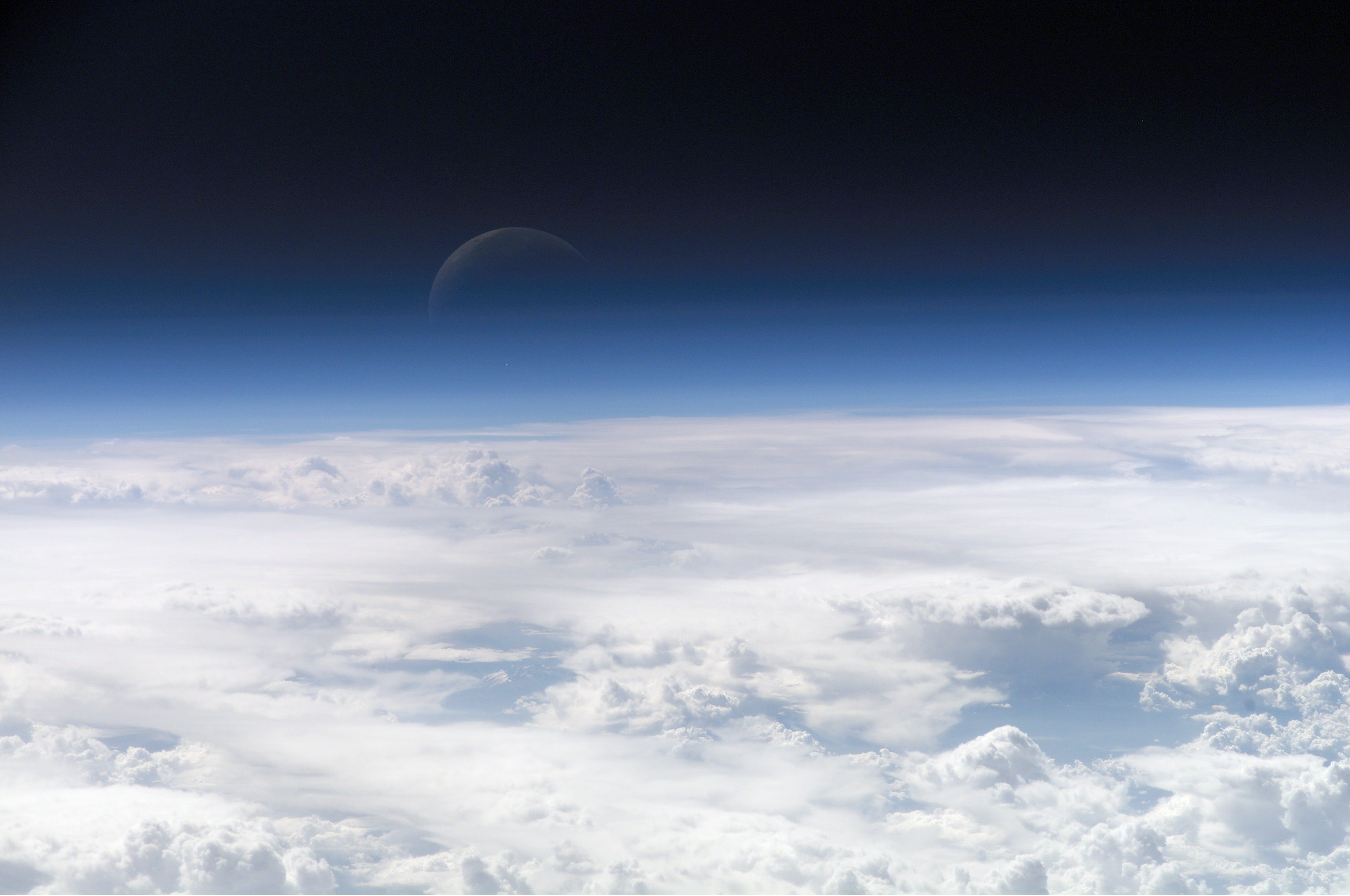
در خارج از جو زمین ، آسمان شب و روز سیاه است.
تصویری از پارادوکس اولبرز (توضیحات پایین را ببینید)
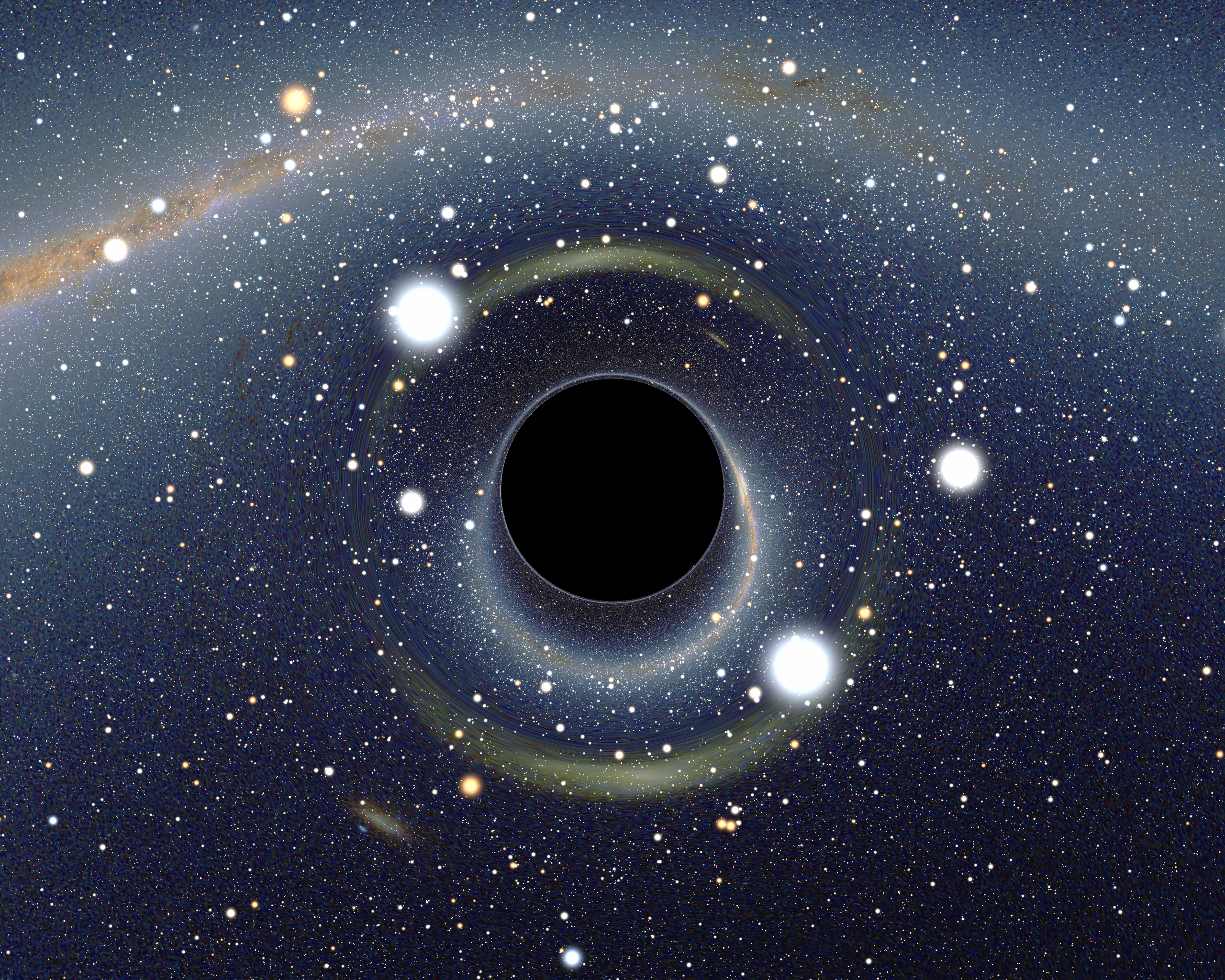
نمای شبیه سازی شده از یک سیاهچاله در مقابل ابر بزرگ ماژلانی.

#### تناقض اولبرز
تناقض اولبرز یا چرا آسمان شب و فضا سیاه است؟
سیاه بودن فضای بیرونی را گاه تناقض اولبرز می‌نامند. از نظر تئوری، چون جهان پر از ستاره است، و اعتقاد بر این است که بی‌نهایت بزرگ است ، انتظار می‌رود که نور تعداد بی‌نهایت ستاره کافی باشد تا تمام جهان را به‌طور درخشان روشن کند. با این حال، رنگ زمینه فضای بیرونی سیاه است. این تناقض اولین بار در سال ۱۸۲۳ توسط ستاره‌شناس آلمانی، هاینریش ویلهلم ماتیاس اولبرز، مطرح شد و این سال را مطرح کرد که چرا آسمان شب سیاه است.
پاسخ پذیرفته شده فعلی این است که، گرچه جهان ممکن است بی‌نهایت بزرگ باشد، اما بی‌نهایت قدیمی نیست. تصور می‌شود که این قدمت حدود ۱۳٫۸ میلیارد سال باشد، بنابراین ما فقط می‌توانیم اجسامی را ببینیم که فاصله نور در ۱۳٫۸ میلیارد سال بتواند طی کند. نور ستاره‌های دورتر به زمین نرسیده است و نمی‌تواند در روشن شدن آسمان سهیم باشد. به‌علاوه، همزمان با انبساط جهان، بسیاری از ستارگان از زمین دور می‌شوند. وقتی آنها حرکت می‌کنند، طول موج نور آنها از طریق اثر داپلر طولانی‌تر می‌شود و به سمت قرمز تغییر می‌کند یا حتی نامرئی می‌شود. در نتیجه این دو پدیده، نور ستاره به اندازه کافی وجود ندارد که بتواند فضا را به جز سیاه ایجاد کند.
آسمان روز روی زمین آبی است زیرا نور خورشید به مولکول‌های موجود در جو زمین برخورد می‌کند و نور را از همه جهات پراکنده می‌کند. نور آبی بیش از رنگهای دیگر پراکنده است و مقدار بیشتری به چشم می‌رسد و آسمان روز را آبی نشان می‌دهد. این به پراکندگی ریلی معروف است.
آسمان شب روی زمین سیاه است زیرا قسمتی از کره زمین که با شب روبرو است، از خورشید رو به رو است، نور خورشید توسط خود زمین مسدود می‌شود و هیچ منبع نور روشن دیگری در شب در مجاورت وجود ندارد؛ بنابراین، نور کافی برای پراکندگی ریلی و آبی شدن آسمان وجود ندارد. از طرف دیگر، در ماه، زیرا عملاً اتفاقی برای پراکنده شدن نور وجود ندارد، آسمان هم شب و روز سیاه است. این پدیده در سایر مکان‌های فاقد اتمسفر مانند عطارد نیز صدق می‌کند.